# Francis Dufour
Pour les articles homonymes, voir Dufour.
Francis Dufour, né le 28 mars 1929 à Kénogami et mort le 25 mai 2020 à Saguenay, est un syndicaliste et homme politique québécois.

## Biographie
Francis Dufour meurt le 25 mai 2020 à l'âge de 91 ans, à la Maison de soins palliatifs du Saguenay située dans arrondissement de Jonquière de la ville de Saguenay, des suites de cancers de la vessie et du pancréas.